# Grand Prix moto du Brésil 1989
Le  Grand Prix moto du Brésil 1989 est la quinzième et dernière manche du Championnat du monde de vitesse moto 1989. La compétition s'est déroulée du 15 au 17 septembre 1989 sur l'Autódromo Internacional Ayrton Senna connu sous le nom de circuit de Goiânia.
C'est la 3e édition du Grand Prix moto du Brésil.

## Classement 500 cm3
| Pos. | Pilote              | Constructeur | Temps/Écart     | Points |
| ---- | ------------------- | ------------ | --------------- | ------ |
| 1    | Kevin Schwantz      | Suzuki       | 46 min 44 s 390 | 20     |
| 2    | Eddie Lawson        | Honda        | +1 s 710        | 17     |
| 3    | Wayne Rainey        | Yamaha       | +11 s 220       | 15     |
| 4    | Mickael Doohan      | Honda        | +19 s 120       | 13     |
| 5    | Ron Haslam          | Suzuki       | +24 s 250       | 11     |
| 6    | Kevin Magee         | Yamaha       | +33 s 420       | 10     |
| 7    | Wayne Gardner       | Honda        | +33 s 630       | 9      |
| 8    | Christian Sarron    | Yamaha       | +38 s 610       | 8      |
| 9    | Niall Mackenzie     | Yamaha       | +1 min 06 s 640 | 7      |
| 10   | Adrien Morillas     | Honda        | +1 min 10 s 020 | 6      |
| 11   | Randy Mamola        | Cagiva       | +1 min 11 s 650 | 5      |
| 12   | Rob McElnea         | Honda        | +1 min 12 s 430 | 4      |
| 13   | Alessandro Valesi   | Yamaha       | +1 tour         | 3      |
| 14   | Damon Buckmaster    | Honda        | +1 tour         | 2      |
| 15   | Juan Lopez Mella    | Honda        | +2 tours        | 1      |
| 16   | Francisco Gonzales  | Honda        | +3 tours        |        |
| 17   | Nicholas Schmassman | Honda        | +3 tours        |        |
| Abd. | Vincenzo Cascino    | Suzuki       | Abandon         |        |
| Abd. | Dominique Sarron    | Honda        | Abandon         |        |
| Abd. | Pierfrancesco Chili | Honda        | Abandon         |        |

## Classement 250 cm3
| Pos. | Pilote         | Constructeur | Temps/Écart | Points |
| ---- | -------------- | ------------ | ----------- | ------ |
| 1    | Luca Cadalora  | Yamaha       |             | 20     |
| 2    | Masao Shimizu  | Honda        |             | 17     |
| 3    | Loris Reggiani | Honda        |             | 15     |